# Pseudacrobeles
Pseudacrobeles är ett släkte av rundmaskar. Pseudacrobeles ingår i familjen Cephalobidae.